# Teodoto Hemiolio
Teodoto Hemiolio (en griego: Θεoδoτoς, Hμιoλιoς) fue un general al servicio del rey Antíoco III el Grande (223–187 a. C.), por quien fue enviado en 222 a. C.,  junto con Jenón contra Molón, sátrapa de Media, quién había sublevado a las provincias orientales del Imperio seléucida. Los dos generales sin embargo fueron incapaces de hacer frente al sátrapa rebelde, que se retiró dentro de las murallas de las ciudades, dejándolos en posesión del país. Después de la derrota final de Molón por Antíoco, Teodoto fue elegido por el monarca para tomar el mando de Celesiria, mientras que el rey se comprometió a reducir Seleucia del Tigris. Desconocemos los hechos de Teodoto durante este tiempo. Al año siguiente (219 a. C.), estuvo sirviendo bajo el mando inmediato de Antíoco, y tuvo una participación importante en la acción contra Nicolás de Etolia, el general de Ptolomeo IV (22–204 a. C.), cerca de Porfireon, así como poco después en el asedio de Filadelfia. En ambas ocasiones estuvo asociado a Nicarco, con quien también había compartido el mando de la falange en la memorable Batalla de Rafia (217 a. C.) Después de aquella gran derrota fue escogido por Antíoco como uno de los embajadores que envió a Ptolomeo para solicitar la paz.